# Imposta di consumo
L'imposta di consumo era un tributo comunale introdotto in Italia dal R.D. 14 settembre 1931, n. 1175, in luogo dei dazi di consumo, e successivamente abrogato con la riforma tributaria del 1974.

## Oggetto ed esenzioni

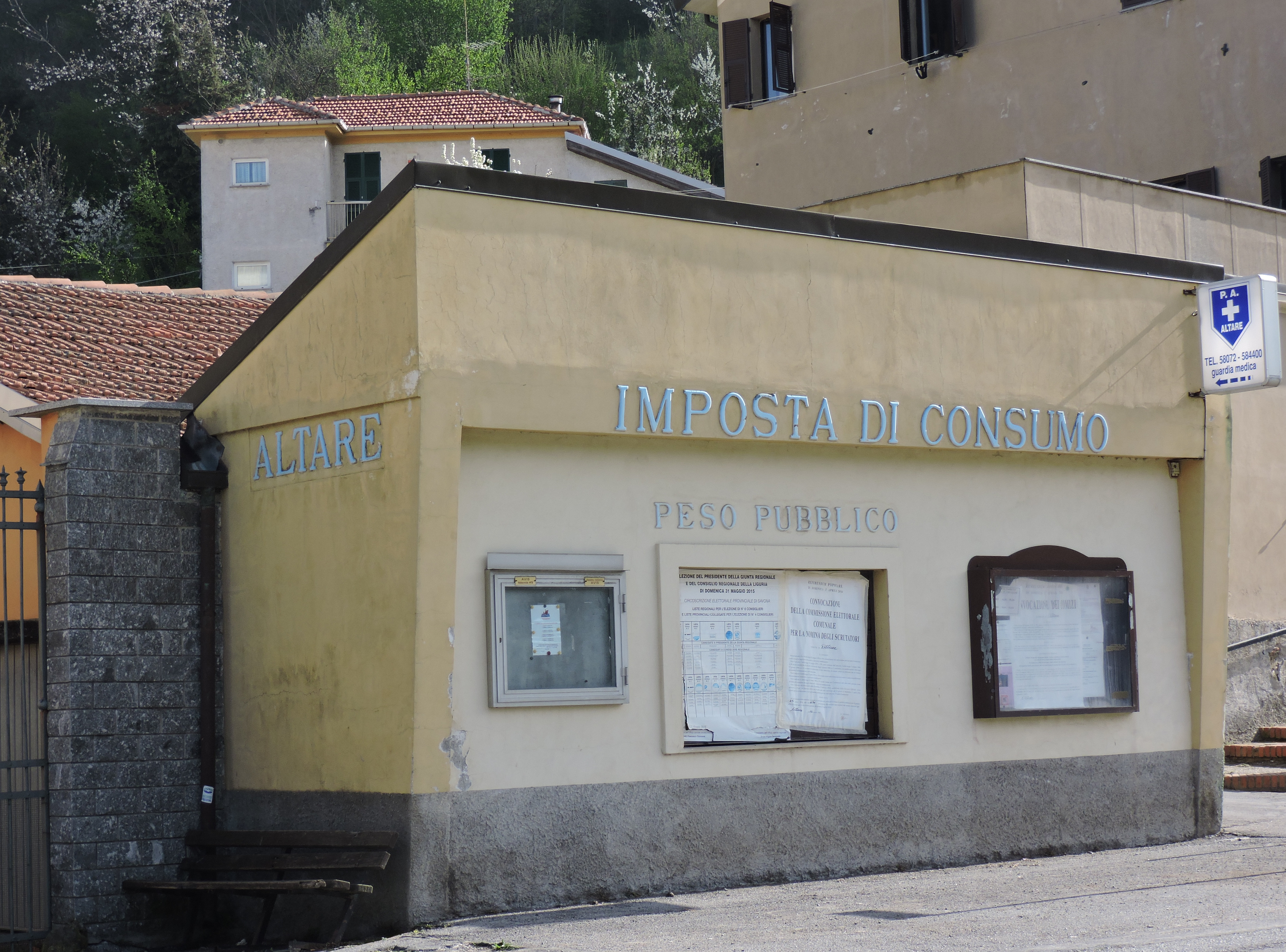
Imposta di consumo, scritta sulla pesa pubblica all'ingresso di Altare

L'imposta aveva come oggetto la riscossione, da parte dei comuni, di imposte di consumo riguardanti i seguenti generi: bevande vinose ed alcoliche, carni, pesci, dolciumi e cioccolato, formaggi e latticini, profumerie e saponi fini, gas, energia elettrica, materiali per costruzioni edilizie, mobili e pelliccerie. Le tariffe ed i regolamenti venivano deliberati dal Podestà prima e dal Sindaco in tempi successivi, ed entravano in vigore dopo l'approvazione della Giunta Municipale. Ai fini dell'applicazione dell'imposta, i comuni erano suddivisi in nove categorie demografiche con diverse aliquote d'imposte.
Erano esenti dal tributo i generi destinati:
- ai sovrani, ai capi di governo esteri ed ai principi di sangue;
- ai capi di missione ed ai membri dei corpi diplomatici;
- ad uso delle amministrazioni dello Stato e della Croce Rossa.

## Tariffa massima dell'imposta
La tariffa massima dell'imposta è riassunto nella seguente tabella:
Prezzi espressi in lire
| Bene soggetto all'imposta                                                   | Unità di misura | A e B | C    | D    | E    | F e G | H e I |
| --------------------------------------------------------------------------- | --------------- | ----- | ---- | ---- | ---- | ----- | ----- |
| vino                                                                        | Hl              | 50    | 46   | 43   | 36   | 29    | 23    |
| vini spumanti in bottiglia                                                  | una             | 1.70  | 1.70 | 1.60 | 1.30 | 1     | 0.80  |
| alcool, acquavite e liquori                                                 | E.N.            | 275   | 250  | 230  | 200  | 160   | 120   |
| buoi e manzi                                                                | capo            | 150   | 135  | 125  | 100  | 80    | 70    |
| vacche e tori                                                               | capo            | 82    | 75   | 70   | 55   | 45    | 35    |
| vitelli sopra l'anno                                                        | capo            | 75    | 70   | 65   | 50   | 45    | 40    |
| vitelli sotto l'anno                                                        | capo            | 60    | 55   | 50   | 45   | 40    | 30    |
| cavalli, muli e asini                                                       | capo            | 45    | 40   | 35   | 30   | 25    | 15    |
| maiali sino il peso di kg 30                                                | capo            | 15    | 15   | 12   | 10   | 8     | 6     |
| maiali oltre il peso di kg 30                                               | capo            | 55    | 50   | 45   | 40   | 35    | 30    |
| pecore, capre, castrati e montoni                                           | capo            | 3     | 2.50 | 2.25 | 2    | 1.75  | 1.50  |
| agnelli e capretti                                                          | capo            | 1.30  | 1.10 | 1    | 0.90 | 0.80  | 0.70  |
| vitelli                                                                     | Q.le            | 64    | 60   | 56   | 48   | 44    | 40    |
| altri bovini                                                                | Q.le            | 42    | 39   | 36   | 33   | 30    | 24    |
| suini                                                                       | Q.le            | 60    | 56   | 52   | 44   | 40    | 36    |
| ovini                                                                       | Q.le            | 48    | 44   | 40   | 36   | 32    | 24    |
| equini                                                                      | Q.le            | 15    | 15   | 12   | 12   | 9     | 6     |
| carni salate, affumicate, insaccate ed in qualsiasi modo preparate          | Q.le            | 120   | 110  | 100  | 80   | 70    | 55    |
| lardo salato e strutto bianco                                               | Q.le            | 75    | 65   | 60   | 50   | 40    | 30    |
| pesce comunque conservato escluso quello della voce successiva              | Q.le            | 100   | 90   | 85   | 70   | 55    | 45    |
| baccalà, stoccafisso, aringhe, sarde ed altri pesci salati ordinari         | Q.le            | 35    | 32   | 29   | 23   | 18    | 12    |
| cioccolato in polvere, tavolette, bastoni e mattoni di peso sup.re a 25g    | Q.le            | 75    | 65   | 50   | 40   | 30    | 20    |
| altro cioccolato                                                            | Q.le            | 150   | 130  | 100  | 80   | 60    | 40    |
| biscotti ed altri prodotti simili di qualità comune                         | Q.le            | 75    | 65   | 50   | 30   | 40    | 20    |
| pasticceria fresca e gelati, confetture, dolciumi e biscotti fini in genere | Q.le            | 150   | 130  | 100  | 80   | 60    | 40    |